# 追いかける夢の先で
- ラブライブ! > ラブライブ!スーパースター!! > Liella! > 追いかける夢の先で

「追いかける夢の先で」（おいかけるゆめのさきで）は、Liella!の楽曲。同グループのシングルとして2022年8月10日にLantisから発売された。

## 背景
前作「WE WILL!!」から1週間ぶりとなるシングルで、3週連続リリースの第2弾としてテレビアニメ『ラブライブ!スーパースター!!』の第2期エンディングテーマである表題曲とカップリング曲及びそれらのオフヴォーカルが収録している。

## ディスクジャケット
ディスクジャケットは、前年リリースのシングル「未来は風のように」でも使用された五輪橋がロケ地となっている。

## エンディング映像
エンディング映像は、いちごリレーの他にも、髪型コピーが取り入れられている。誰がどの髪型に変えたかは以下の通り（このメンバーが→このメンバーの髪型をコピー）。
- 澁谷かのん→葉月恋
- 葉月恋→鬼塚夏美
- 鬼塚夏美→若菜四季
- 若菜四季→唐可可
- 唐可可→嵐千砂都
- 嵐千砂都→平安名すみれ
- 平安名すみれ→桜小路きな子
- 桜小路きな子→米女メイ
- 米女メイ→澁谷かのん

### 担当メンバー
| 話数   | 歌唱メンバー                                  | 収録CD                                          | 備考                                                   |
| ------ | --------------------------------------------- | ----------------------------------------------- | ------------------------------------------------------ |
| 第1話  | （楽曲解禁前）                                | （楽曲解禁前）                                  | サブタイトル表示は本編の最後に現れる構成となった。     |
| 第2話  | 桜小路きな子（鈴原希実）                      | 2期サウンドトラック「Twinkle of the Superstar」 | きな子主役回                                           |
| 第3話  | Liella!1期メンバー+桜小路きな子（鈴原希実）   | 2期サウンドトラック「Twinkle of the Superstar」 |                                                        |
| 第4話  | 米女メイ（薮島朱音）、若菜四季（大熊和奏）    | 2期サウンドトラック「Twinkle of the Superstar」 | メイ・四季主役回                                       |
| 第5話  | 鬼塚夏美（絵森彩）                            | 2期サウンドトラック「Twinkle of the Superstar」 | 夏美主役回                                             |
| 第6話  | Liella!                                       | 本作                                            | 初めて9人が出揃った回 メンバー加入順での歌唱パート分け |
| 第7話  | 葉月恋（青山なぎさ）                          | 2期サウンドトラック「Twinkle of the Superstar」 | 恋主役回、ピアノからED突入                             |
| 第8話  | Liella!2期メンバー                            | 2期サウンドトラック「Twinkle of the Superstar」 |                                                        |
| 第9話  | 唐可可（Liyuu）、平安名すみれ（ペイトン尚未） | 2期サウンドトラック「Twinkle of the Superstar」 | 可可・すみれ主役回                                     |
| 第10話 | Liella!                                       | 2期サウンドトラック「Twinkle of the Superstar」 | エンディング映像に合わせた歌唱パート分け               |
| 第11話 | 澁谷かのん（伊達さゆり）                      | 2期サウンドトラック「Twinkle of the Superstar」 |                                                        |
| 第12話 | Liella!                                       | 2期サウンドトラック「Twinkle of the Superstar」 |                                                        |

## リリース
2022年8月10日にLantisからリリースされ、初回生産分には、スーパースターシール（全10種）がランダムで1枚封入されるほか、発売記念イベントの会場参加抽選申込券と配信視聴のシリアルナンバーが封入されている。

## チャート成績
2022年8月22日付のオリコン週間シングルランキングで2位にランクインした。
2022年8月17日付のBillboard Japan Hot Animationでは15位、Billboard Japan Hot 100では75位にそれぞれランクインした。

## 収録曲
| #         | タイトル                          | 作詞      | 作曲            | 編曲       | 弦編曲    | 時間  |
| --------- | --------------------------------- | --------- | --------------- | ---------- | --------- | ----- |
| 1.        | 「追いかける夢の先で」            | 畑亜貴    | 石黒剛 常楽寺澪 | 久保田真悟 | 兼松衆    | 3:43  |
| 2.        | 「水しぶきのサイン」              | 宮嶋淳子  | めんま          | めんま     |           | 3:08  |
| 3.        | 「追いかける夢の先で」(Off Vocal) |           |                 |            |           | 3:43  |
| 4.        | 「水しぶきのサイン」(Off Vocal)   |           |                 |            |           | 3:08  |
| 合計時間: | 合計時間:                         | 合計時間: | 合計時間:       | 合計時間:  | 合計時間: | 13:42 |

### ユニットメンバー
1. 1 2 3  澁谷かのん（伊達さゆり）、唐可可（Liyuu）、嵐千砂都（岬なこ）、平安名すみれ（ペイトン尚未）、葉月恋（青山なぎさ）、桜小路きな子（鈴原希実）、米女メイ（薮島朱音）、若菜四季（大熊和奏）、鬼塚夏美（絵森彩）